# Призрачни истории
„Призрачни истории“ (на японски: 怪談) е японски филм на ужасите от 1965 година на режисьора Масаки Кобаяши по сценарий на Йоко Мизуки, базиран на сборниците с народни приказки на Лафкадио Хърн, главно „Погребаната тайна: Разкази и необикновени истории“.
Филмът е киноалманах, съставен от четири самостоятелни истории с фантастичен сюжет и действие, развиващо се в периода Едо. В първата от тях беден самурай напуска жена си, за да се ожени във влиятелно семейство – години по-късно се връща при нея и двамата прекарват една нощ заедно, след което той се събужда до разложения ѝ труп и е преследван от дългата ѝ черна коса. Във втората младеж е спасен в снежна буря от юки-она – години по-късно разбира, че тя е любимата му съпруга, която го напуска, след като той нарушава обещанието си да не разкрива тайната на своето някогашно спасение. В третия разказ сляп будистки монах е каран от призраци да им пее епична песен за Войната Генпей, в която те са загинали – за да го спасят, събратята му изписват по тялото му будистка сутра, но пропускат ушите, които са откъснати от призраците. Четвъртата история е за писател, очакващ посещение от издателя си, който пише разказ за самурай, непрекъснато виждащ в чашата си образа на непознат мъж. Главните роли се изпълняват от Рентаро Микуни, Мичийо Аратама, Тацуя Накадаи, Тейко Киши, Кацуо Накамура, Канемон Накамура.
„Призрачни истории“ е номиниран за „Оскар“ за най-добър чуждоезичен филм и за „Златна палма“.